# Mecyclothorax cymindicus
Mecyclothorax cymindicus är en skalbaggsart som beskrevs av Sharp 1903. Mecyclothorax cymindicus ingår i släktet Mecyclothorax och familjen jordlöpare. Inga underarter finns listade i Catalogue of Life.